# Only the Greatest
Only the Greatest es un álbum del cantante Waylon Jennings en 1968 bajo el sello disquero RCA Victor junto al productor Chet Atkins.
El álbum consta de conciones como la versión de "Kentucky Woman" originalmente del cantante Neil Diamond

## Canciones
1. Only Daddy That'll Walk the Line – 2:21
(Ivy Bryant)
2. California Sunshine – 2:13
(Harlan Howard)
3. Weakness in a Man – 2:51
(Jerry Chesnut)
4. Sorrow (Breaks a Good Man Down) – 2:08
(Jennings y Jimmy Rule)
5. Christina – 2:14
(Steve Karliski)
6. Such a Waste of Love – 2:34
(Bobby Bare)
7. Walk on Out of My Mind – 2:21
(Red Lane)
8. Kentucky Woman – 2:21
(Neil Diamond)
9. Long Gone – 2:31
(Jerry Reed Hubbard)
10. You'll Think of Me – 2:12
(Hank Cochran)
11. Wave Goodbye to Me – 2:04
(Jennings y Don Bowman)
12. Too Far Gone – 2:54
(Billy Sherrill)